# Japan Open Tennis Championships 2001
Il Japan Open Tennis Championships 2001 è stato un torneo di tennis giocato sul cemento.
È stata la 29ª edizione dell'evento, che fa parte dell'International Series Gold nell'ambito dell'ATP Tour 2001 e della categoria Tier III nell'ambito del WTA Tour 2001. Si è giocato all'Ariake Coliseum di Tokyo, in Giappone, dall'1 al 7 ottobre 2001.

## Campioni

### Singolare maschile
Lleyton Hewitt ha battuto in finale  Michel Kratochvil con il punteggio di 6–4, 6–2

### Singolare femminile
Monica Seles ha battuto in finale  Tamarine Tanasugarn con il punteggio di 6–3, 6–2

### Doppio maschile
Rick Leach /  David Macpherson hanno battuto in finale  Paul Hanley /  Nathan Healey con il punteggio di 1–6 7–6(6) 7–6(4)

### Doppio femminile
Liezel Huber /  Rachel McQuillan hanno battuto in finale  Janet Lee /  Wynne Prakusya con il punteggio di 6–2, 6–0